# Agua Tomagua
Agua Tomagua är en ort i Mexiko.   Den ligger i kommunen Acatepec och delstaten Guerrero, i den sydöstra delen av landet, 240 km söder om huvudstaden Mexico City. Agua Tomagua ligger 1 590 meter över havet och antalet invånare är 289.
Terrängen runt Agua Tomagua är bergig åt nordost, men åt sydväst är den kuperad. Runt Agua Tomagua är det ganska glesbefolkat, med 42 invånare per kvadratkilometer. Närmaste större samhälle är Caxitepec, 3,5 km norr om Agua Tomagua. I omgivningarna runt Agua Tomagua växer huvudsakligen savannskog.